# Chřešťovice
Chřešťovice, dříve také Křešťovice, jsou vesnice, část obce Albrechtice nad Vltavou v okrese Písek v Jihočeském kraji. Nachází se asi osm kilometrů severně od Albrechtic nad Vltavou. Prochází zde silnice II/138. Chřešťovice jsou také název katastrálního území o rozloze 5,23 km².

## Historie
První písemná zmínka o vesnici pochází z roku 1323. Původně byla ves v 14. století rozpůlena na dva díly. První díl patřil k biskupským majetkům v okolí Týna nad Vltavou. Druhý díl patřil k hradu Zvíkovu. Později byla biskupská část vesnice různě zastavována. V 15. století byl majitelem a zakladatelem zdejší tvrze Jan Radkovec z Mirovic. Jeho synové později oba díly vsi postupně spojili. V 16. století se majitelé střídali. Během třicetileté války obec utrpěla značné škody. Od roku 1642 do roku 1679 byla ves v držení rodu Kořenských. V roce 1695 byla ves prodána Zikmundu Ludvíkovi Trauttmansdorffovi a spadala pak pod majetek panství Protivín a jeho majitelů.

## Obyvatelstvo
| Rok            | 1869 | 1880 | 1890 | 1900 | 1910 | 1921 | 1930 | 1950 | 1961 | 1970 | 1980 | 1991 | 2001 | 2011 | 2021 |
| -------------- | ---- | ---- | ---- | ---- | ---- | ---- | ---- | ---- | ---- | ---- | ---- | ---- | ---- | ---- | ---- |
| Počet obyvatel | 517  | 406  | 414  | 421  | 422  | 398  | 405  | 353  | 288  | 261  | 216  | 145  | 113  | 126  | 171  |
| Počet domů     | 60   | 60   | 62   | 62   | 62   | 66   | 79   | 84   | 75   | 72   | 63   | 71   | 80   | 80   | 82   |

## Obecní správa
Při sčítání lidu v letech 1850–1984 Chřešťovice byly samostatnou obcí v okrese Písek. Od 1. ledna 1985 jsou částí obce Albrechtice nad Vltavou v okrese Písek. V letech 1961–1984 k obci patřilo Jehnědno.

## Pamětihodnosti
- Chřešťovický zámek je dvoupatrová, barokní budova, která vznikla na místě bývalé tvrze.[6] V okolí zámku je vyhlášené ochranné pásmo nemovité kulturní památky.[10] Zámek byl dlouhá léta ve špatném stavu. Byl používám jako skladiště místního zemědělského družstva. Nyní je téměř celý zrekonstruovaný novým soukromým majitelem. Budova je obvykle veřejnosti nepřístupná. Jen při zvláštních příležitostech může být některá část (např. nádvoří, kaple) otevřena pro veřejnost. Okolo bývalého zámku se nachází hospodářské objekty bývalého velkostatku.
- Kostel svatého Jana Křitele je raně gotická stavba z 13. století, která byla později renesančně přestavěna.[6] Kostel nemá klenbu, ale rovné patro. Nachází se nedaleko od vesnice na místě, kde vtéká místní Chřeštovický potok do řeky Vltavy. Před kostelíkem roste u parkoviště památný strom.
- Chřešťovické hradiště z doby bronzové a snad i z raného středověku[11]
- Před vchodem do kostela se nalézá kamenný kříž. Jeho podstavec nese dataci 1888.
- Boží muka ve vesnici se nachází při silnici, která vede ke kostelíku svatého Jana Křtitele. Jsou stavebně ojedinělá tím, že se vlastně jedná o částečná boží muka spojená s výklenkovou kaplí. Těsně před nimi se nachází litinový kříž.
- Návesní kaple je neorenesanční a je zasvěcena Panně Marii. V jejím těsném sousedství je litinový kříž.[12]
- Kaple svaté Anny se nachází u silnice z Jehnědna směrem do vesnice. Je to barokní stavba z 18. století.[12]
- Výklenková kaple svatého Jana Nepomuckého se nachází ve středu vesnice. Na jejím podstavci je uvedena datace 1787.[12]
- Stavby lidové venkovské architektury, které se ve vesnici nachází, jsou roztroušeny po vsi. Chřešťovice jsou navrženy k prohlášení za vesnickou památkovou zónu.[6]

## Galerie

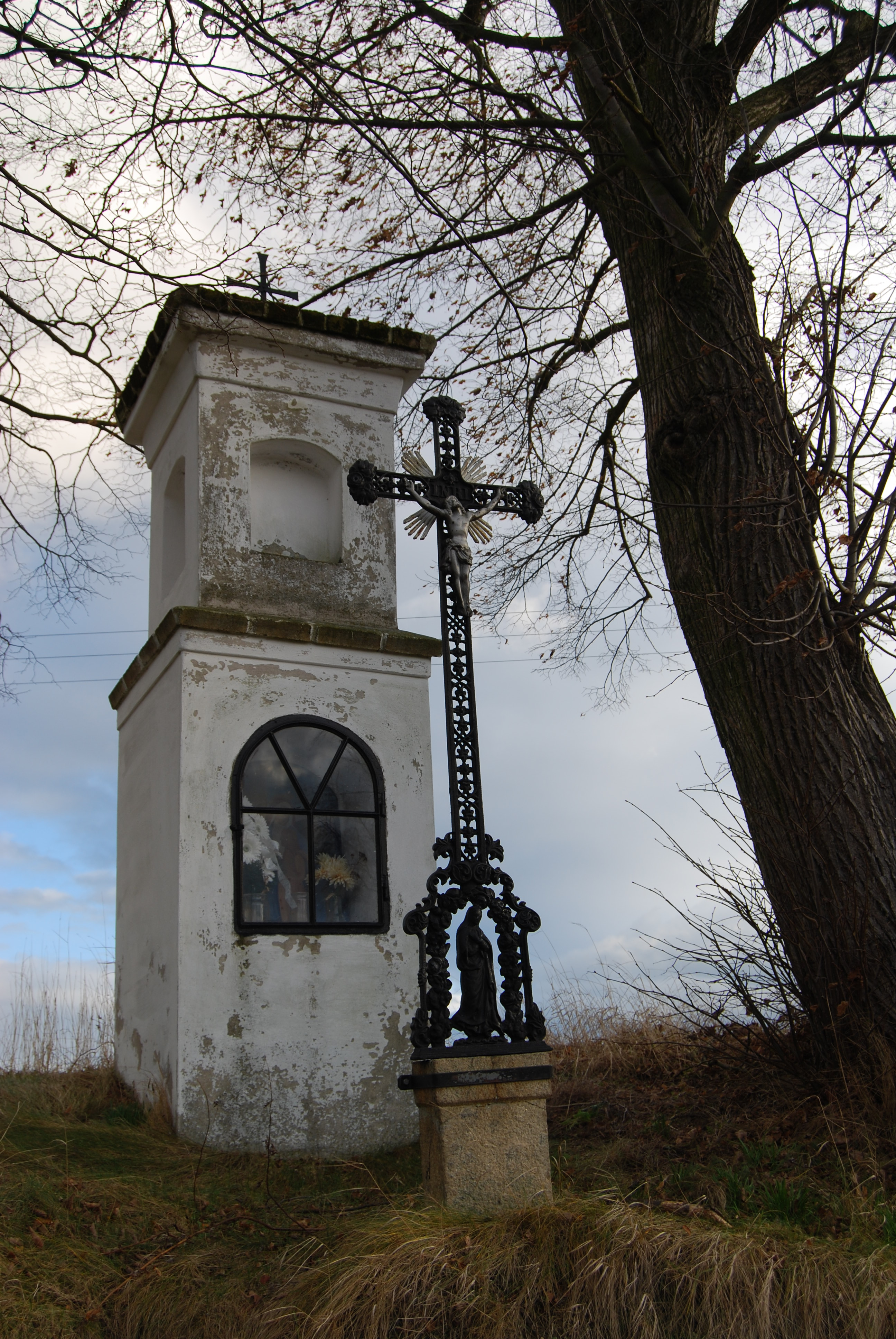
Boží muka s křížem poblíž vesnice
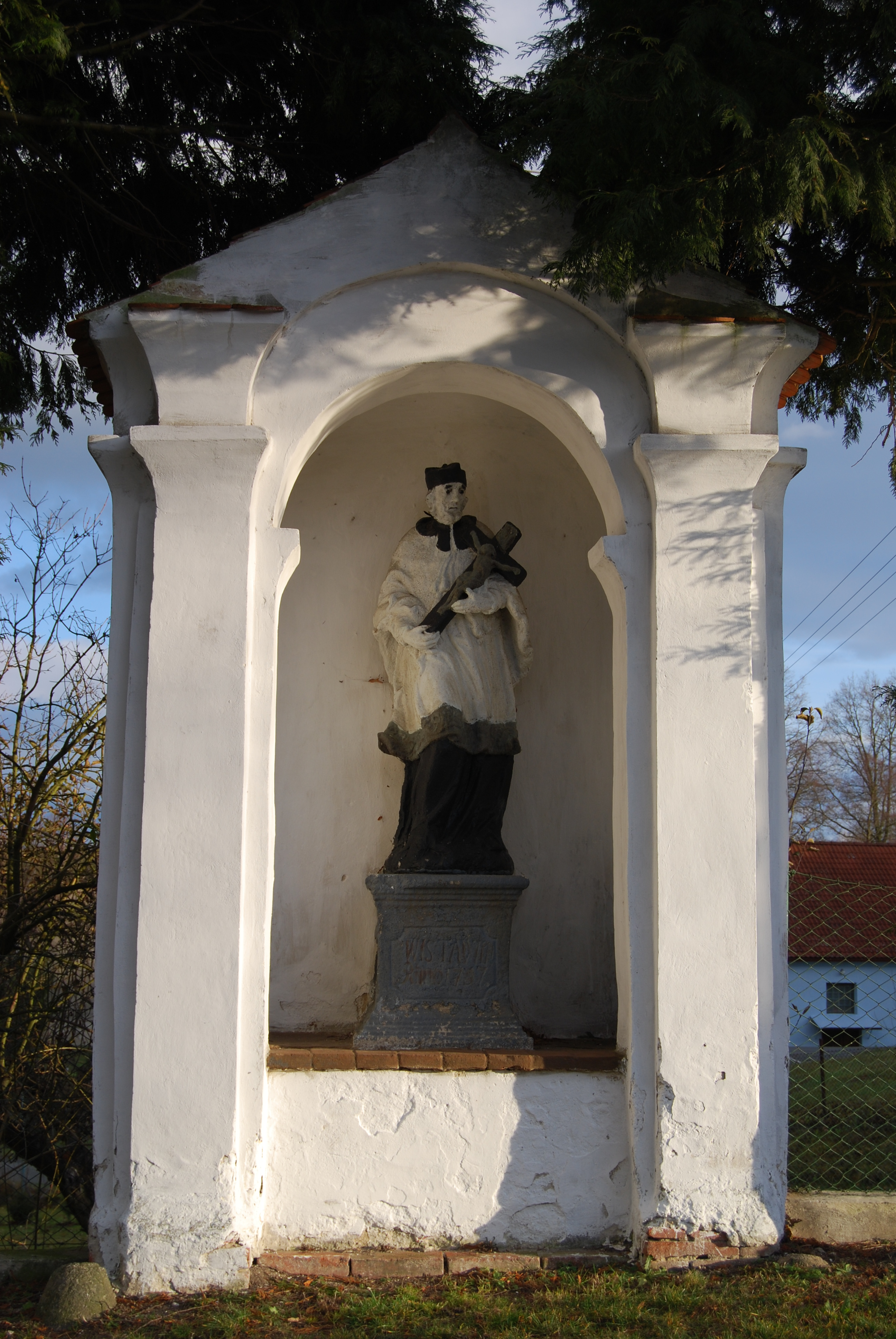
Výklenková kaple ve vsi s datací 1787
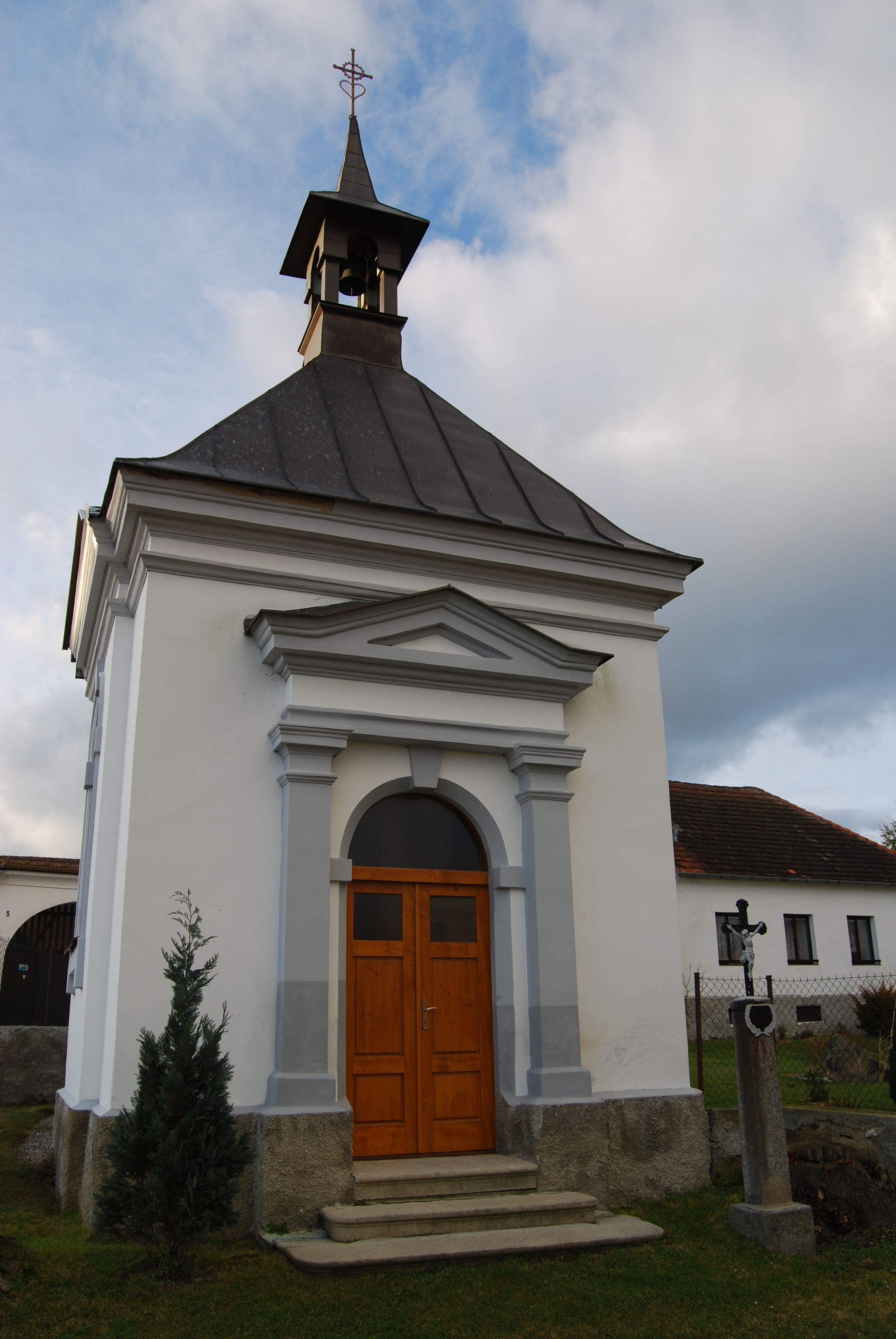
Kaple ve vsi
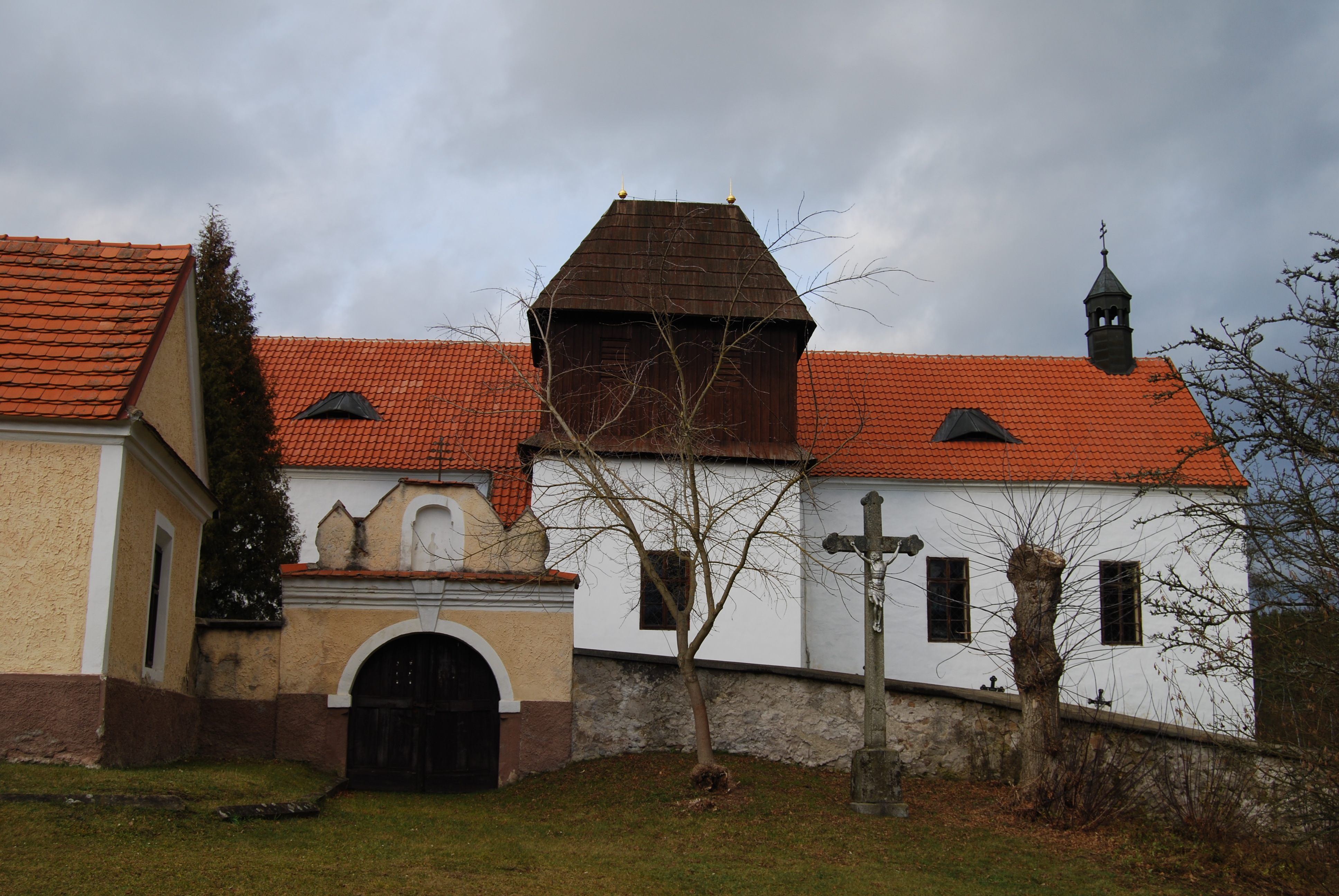
Kostel svatého Jana Křtitele
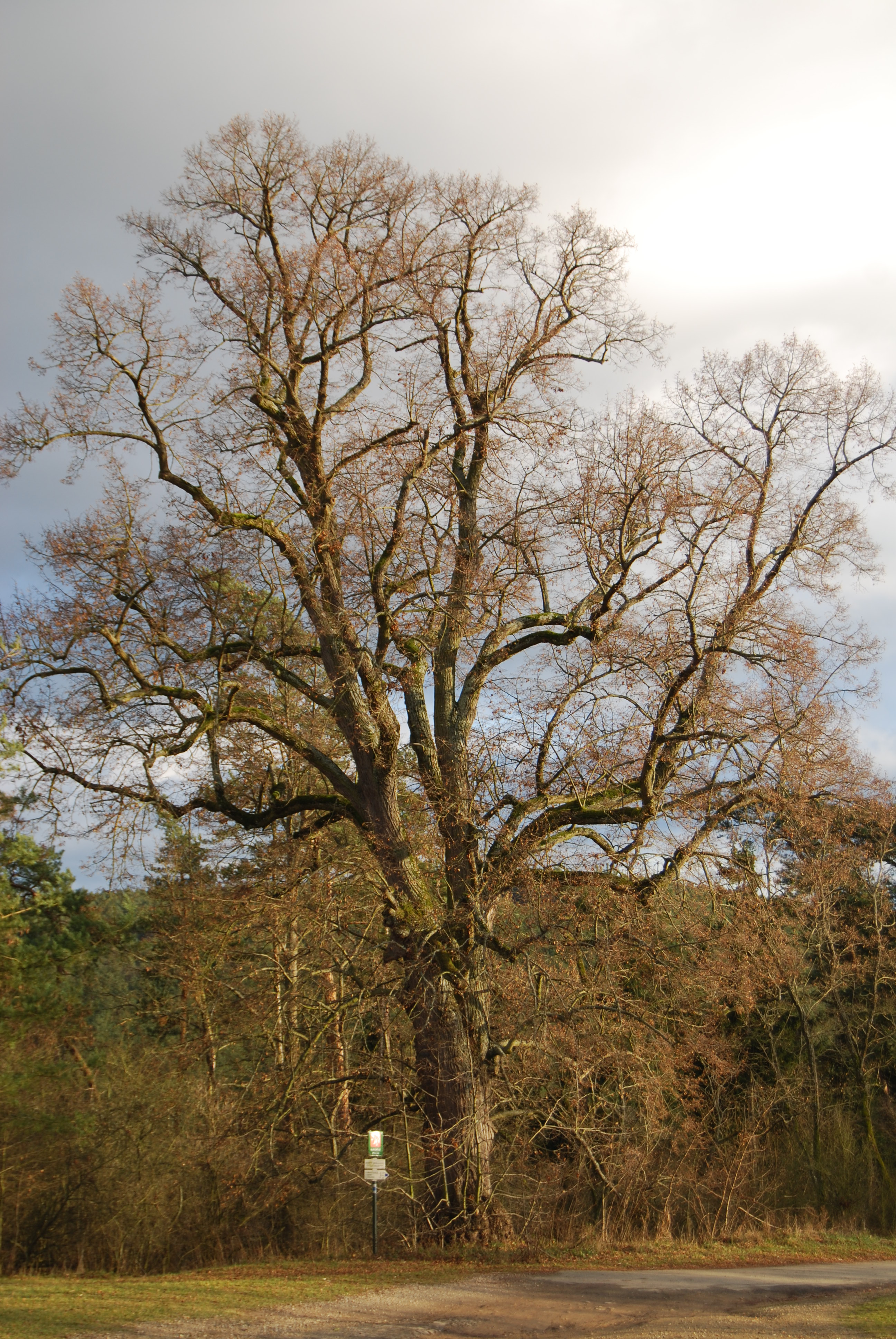
Památný strom poblíž parkoviště